# Будистки празници
- Весак: Рожденият ден на Буда, познат като Весак е един от един от най-големите празници в годината. Той се празнува на първия ден с пълна луна през май или през четвъртия лунен месец, който обикновено се пада май или по време на високосна година месец юни. В някои страни това събитие е повод не само, за да отпразнуват раждането, но и просветлението както и влизането на паранирвана на Буда [1].
- Магха Пуджа: Магха Пуджа е важен религиозен фестивал празнуван в Тайланд, Камбоджа, Лаос в деня на пълната луна в третия месец по лунния календар (който обикновено се пада през март) [1][2].
- Рождения ден на Буда:Известен още като „Ханаматсури“ [1] се празнува на 8 април, а в Япония фигурки на Буда като бебе ритуално се измиват с чай [1].
- Асалха Пуджа: Известен още като „Денят на Дхама“ празнува първата проповед на Буда в деня на пълнолунието на осмия лунен месец се пада приблизително юли [2].
- Упосатха: Този ден е известен още като ден на спазването, съществуват четири свети дни на нова, на пълната и четвъртината луна всеки месец [2].
- Катхина: Церемонията на даряване на роби се провежда всеки ден до края на ритрийта Васа. Новите роби и други принадлежности биват предлагани от миряните на монаси.
- Денят Абхидама: Според бирманските вярвания този ден празнува момента, когато Буда отива в рая Тушита, за да научи майка си на Абхидама. Той се празнува на пълната луна от седмия месец на бирманската лунна година, която за почва през април [2][3].
- Сонгкран: Това е тайландски фестивал, който трае три дни през април, а по време на който хората почистват къщите си и дрехите си както и ръсят парфюмирана вода върху монасите, послушниците както и върху всеки друг човек наоколо. Състезанията с лодки също са част от празника [2].
- Лои Кратхонг:Когато реките и каналите са пълни с вода, този фестивал се провежда във всички части на Тайланд в нощ на пълнолуние в дванадесетия месец по лунния календар. Чашки с листа, свещи и ароматни пръчици се пускат върху водата, символизирайки изчезването на лошия късмет [2].

- Мадху Пурнима: Състои се в деня на пълнолунието през месец бхадро (август или септември). Деня празнува събитие при което Буда се оттегля в гъсталаците на гората Парилейя, за да внесе мир между две групи каращи се ученици [2].
- Фестивала на орането: По време на половинката луна през май два вола теглят ралото, боядисано в златно. Зад тях ги следват две момичета, облечени в бели дрехи с разпръснати семена ориз. Така те отпразнуват първия миг на просветлението на Буда [2].
- Фестивал на слона: Буда използвал примера за дивия слон, който трябва да бъде впрегнат, в подчинение за да може бъде обучен. Той казва, че човек, който е нов в будизма трябва да поддържа специална връзка с по-възрастен будист. Този фестивал се провежда през третата събота на ноември [2].
- Фестивал на зъба: В Шри Ланка се намира храма, който съхранява реликва от зъба на Буда. Не се позволява гледането му, но веднъж годишно се провежда процесия в негова чест при пълнолуние през август [2].
- Уламбана: „Денят на прадедите“ се празнува от първия до петнадесетия ден на осмия лунарен месец. Това е деня в който монасите завършват техния дъждовен ритрийт. Смята се, че много монаси по време на техния ритрийт са постигнали напредък и заради това тяхната сфера на достойнства се е разширила. Светските поклонници правят дарения от името на своите прадеди и посвещават достойнствата си на тези, които страдат в сферата на претите (гладните духове), за да ги освободят от тяхното страдание [2].
- Рождения ден на Авалокитешвара: Този празник чества идеала за бодхисатва. През деня на пълната луна през март този ден символизира съвършенството на състраданието на Махаяна в Тибет и Катай.
- Деня Бодхи: Това е празник, който ознаменува деня в който историческия Буда е преживял просветление [4][1].